# Foedus Cassianum
Foedus Cassianum („договор на Касий“) е договор от 493 пр.н.е. между Спурий Касий Вецелин от Римската република и латините от Латинския съюз.
Сключен е след Битката при Регилското езеро през 493 пр.н.е. между Латинския съюз и Рим.
Най-важните споразумения от договора са:
- обща външна и военна политика
- право на женитба между римляни и латини (ius conubii)
- търговско право между Рим и градовете на латините (ius commercii)

Чрез военни координации членовете могат да отблъскат етруските и херниките.
През 340 пр.н.е. възниква обаче кофликт между римляни и латини, който води до латинска война, след нейния край латините са интегрирани в Римската територия.